# Motya paula
Motya paula är en fjärilsart som beskrevs av Jones. Motya paula ingår i släktet Motya och familjen trågspinnare. Inga underarter finns listade i Catalogue of Life.